# Cinq concertos pour orgue BWV 592-596

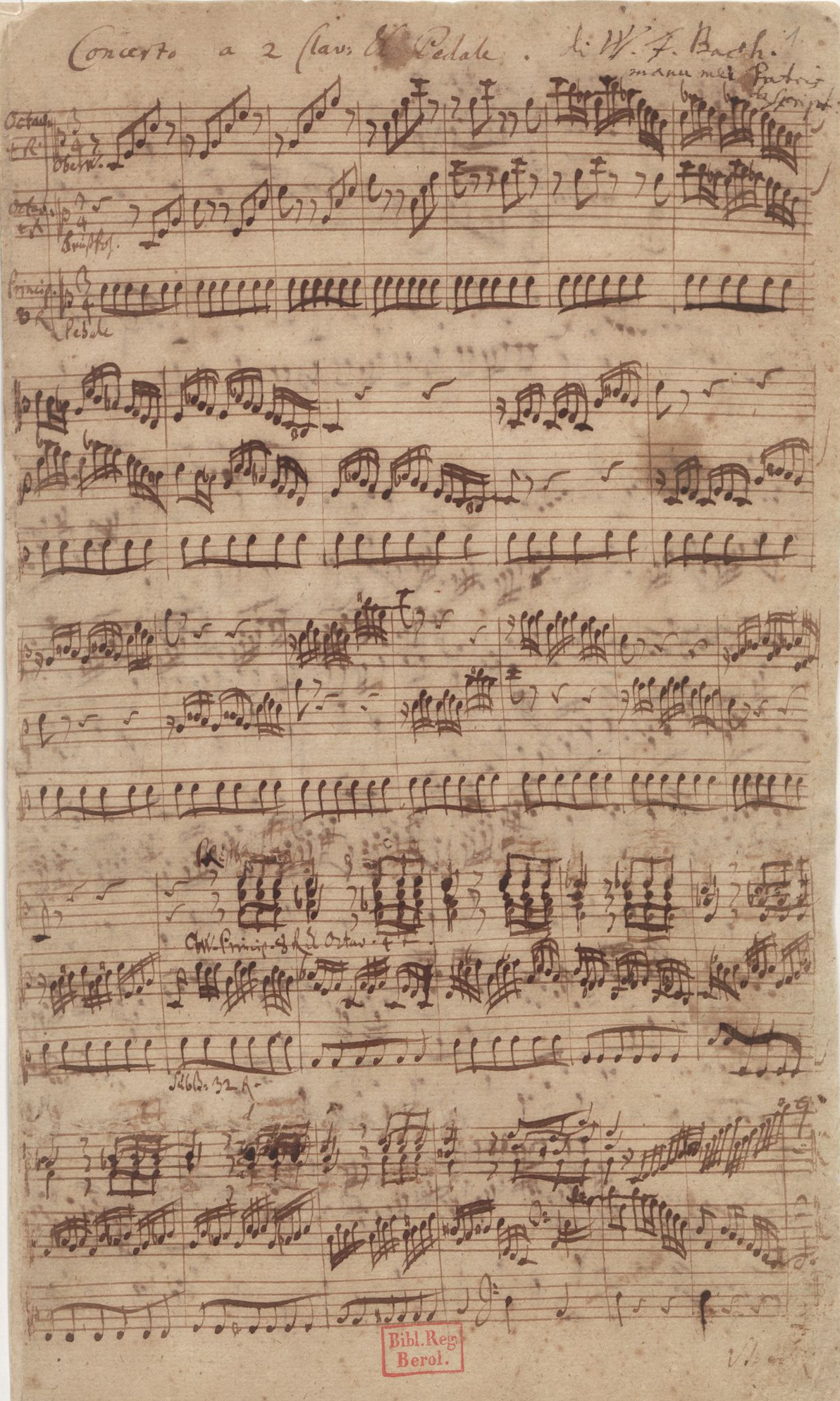
Partition autographe, premier mouvement du concerto BWV 596

Les Cinq concertos pour orgue BWV 592-596 sont des transcriptions pour orgue de concertos de Johann Ernst de Saxe-Weimar et Antonio Vivaldi réalisées par Johann Sebastian Bach.

## Historique

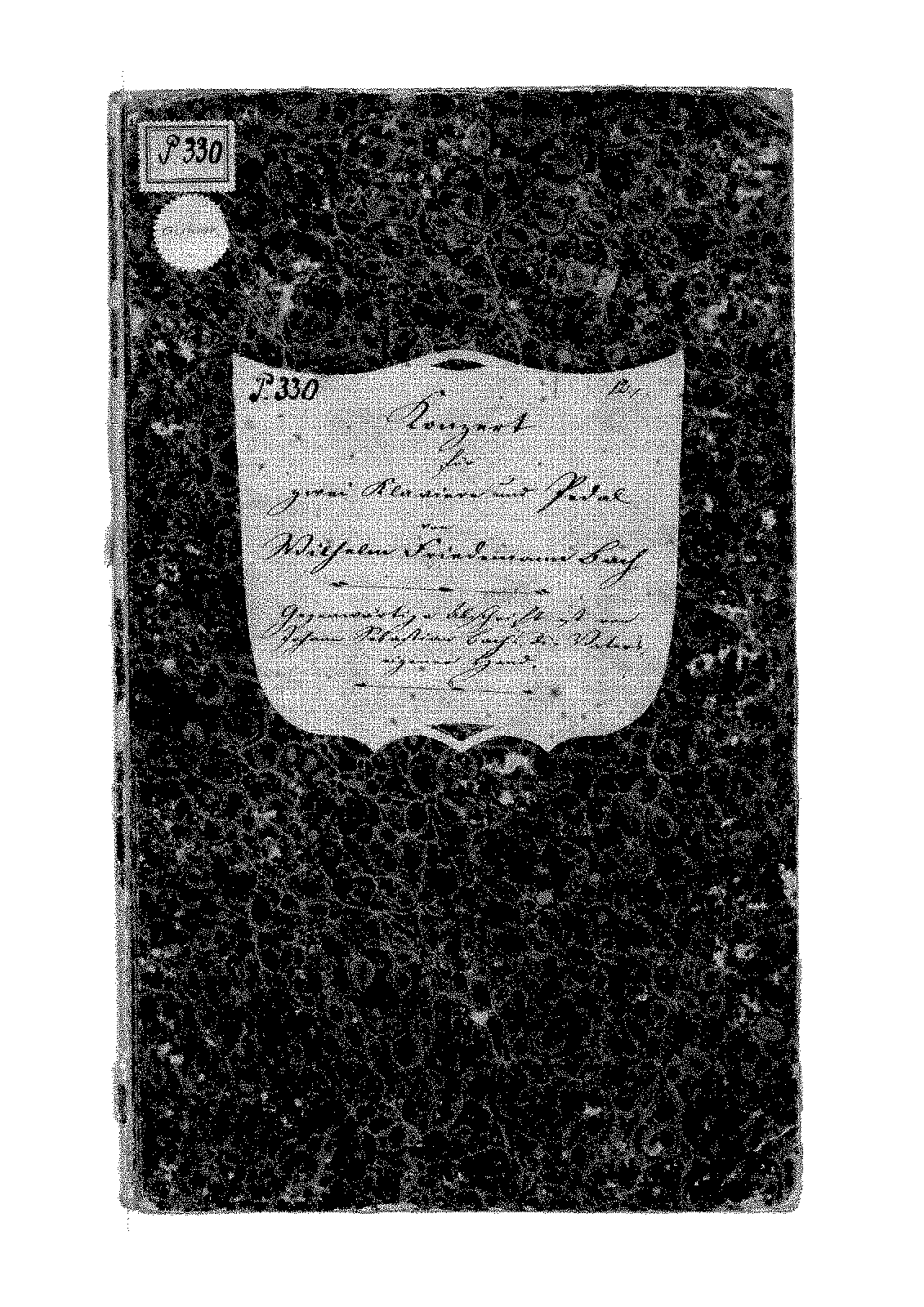
Couverture manuscrite du concerto BWV 596, Bibliothèque d'État de Berlin.

Leur composition remonte probablement aux années 1713 à 1716 pendant lesquelles Bach était au service du duc Guillaume II de Saxe-Weimar.
C'est à cette époque qu'ayant accès à la riche bibliothèque musicale de la cour ducale, il découvre la musique italienne et se passionne pour de nombreux compositeurs italiens anciens ou contemporains : Legrenzi, Corelli, Torelli, les frères Marcello (Alessandro et Benedetto), Albinoni et tout spécialement Frescobaldi et Vivaldi (dont l'Opus 3, L'Estro armonico a été publié par Estienne Roger à Amsterdam en 1711).
Cette découverte marque une étape importante de l'évolution de son style. Il recopie intégralement les Fiori musicali de Frescobaldi, et transcrit pour les instruments à clavier (clavecin et orgue) des concertos avec orchestre - principalement pour violon - afin de les jouer lui-même. Selon Forkel, Bach se serait livré à ce travail afin de se perfectionner. Alberto Basso considère cependant que ce travail peut résulter plutôt d'une commande du jeune Johann Ernst de Saxe-Weimar (dont plusieurs concertos sont transcrits) en arguant du fait que Bach aurait eu peu à apprendre d'un musicien amateur, certes très doué, mais plus jeune que lui et évidemment moins expérimenté.
Quelle qu'en soit l'origine, c'est dans ce contexte qu'apparaissent les 5 concertos pour orgue BWV 592-596 ainsi que les 16 concertos numérotés BWV 972 à 987 (dont la majorité sont des arrangements d'œuvres de Vivaldi).
Le concerto BWV 592 possède une adaptation pour clavecin identifiée BWV 592a.

## Précisions sur ces concertos
| BWV     | tonalité   | source du concerto | mouvements                                                          |
| ------- | ---------- | --- | ------------------------------------------------------------------- |
| BWV 592 | sol majeur | d'après Johann Ernst de Saxe-Weimar Transcription d'un concerto pour violon, cordes et continuo                                                                                               | allegro, grave (mi mineur), presto                                  |
| BWV 593 | la mineur  | d'après Antonio Vivaldi Basé sur l'Op.3/8 pour 2 violons et basse continue (RV 522) | allegro, adagio (ré mineur) senza pedale a due claviere, allegro    |
| BWV 594 | do majeur  | d'après Antonio Vivaldi Basé sur l'Op. 7/5 pour violon et basse continue (RV 208) | allegro, adagio (la mineur), recitativ, allegro - cadenza - allegro |
| BWV 595 | do majeur  | d'après Johann Ernst de Saxe-Weimar | Utilisation du 1er mouvement seulement.                             |
| BWV 596 | ré mineur  | d'après A. Vivaldi, basé sur l'Op. 3/11 (RV 565). Un manuscrit du XVIIIe siècle [D-B Mus. ms. Bach P 330], conservé à la Staatsbibliothek de Berlin attribue cette transcription à W.F. Bach. | allegro - grave - fuga, largo e spiccato, finale allegro            |

## Discographie
- André Isoir sur l'orgue de l'abbatiale de Saint-Cyprien, Calliope 1988